# Ranunculus popovii
Ranunculus popovii Ovcz. – gatunek rośliny z rodziny jaskrowatych (Ranunculaceae Juss.). Występuje naturalnie w północnych Indiach, w Nepalu oraz Chinach (w południowej części Gansu, w Qinghai, południowo-zachodnim Syczuanie, zachodniej i południowej części Sinciang, w zachodnim i północnym Tybecie oraz w północno-zachodnim Junnanie). 

## Morfologia
PokrójBylina o lekko owłosionych pędach. Dorasta do 5–15 cm wysokości.
LiścieSą potrójnie wrębne lub potrójnie klapowane. W zarysie mają kształt od pięciokątnego do romboidalnego. Mierzą 1–2 cm długości oraz 1–2 cm szerokości. Są lekko owłosione od spodu. Nasada liścia ma sercowato ucięty kształt. Ogonek liściowy jest owłosiony i ma 2–4 cm długości.
KwiatySą pojedyncze. Pojawiają się na szczytach pędów. Mają żółtą barwę. Dorastają do 9–15 mm średnicy. Mają 5 okrągło owalnych działek kielicha, które dorastają do 3–5 mm długości. Mają 5 odwrotnie owalnych płatków o długości 5–9 mm.
OwoceNagie lub lekko owłosione niełupki o elipsoidalnym kształcie i długości 1–2 mm. Tworzą owoc zbiorowy – wieloniełupkę o jajowatym kształcie i dorastającą do 4–5 mm długości.

## Biologia i ekologia
Rośnie na łąkach. Występuje na wysokości od 2300 do 4500 m n.p.m.